# Fuminori Ujihara
Fuminori Ujihara (宇治原史規; Shijōnawate, 20 aprile 1976) è un comico giapponese e un membro del duetto commediante Rozan (ロザン).
Ujihara nasce a Shijonawate, Osaka il 20 aprile 1976. Nel 1996, Ujihara ed un suo amico, Hirofumi Suga, formano Rozan specializzandosi in manzai, numeri comici a due tipicamente giapponesi.
Nel 2004 si laurea in giurisprudenza all'Università di Kyoto.

## Televisione
- Quiz! Shinsuke-kun (クイズ！紳助くん)--Asahi Broadcasting *Chaque autre lundi
- Chichin-puipui (ちちんぷいぷい) -- Mainichi Broadcasting *Chaque mardi
- Gokigen Life Style Yo-i-don! (ごきげんライフスタイル よ〜いドン!) -- Kansai TV *Chaque vendredi
- Asapara! (あさパラ!) -- Yomiuri TV
- Quiz Presen Variety Q-sama!! (クイズプレゼンバラエティ Qさま！！) -- TV Asahi
- Nekketsu! Heisei Kyoiku Gakuin (熱血!平成教育学院) -- Fuji Television/CX
- Ima-chan no "Jitsu-wa..." (今ちゃんの「実は…」) -- Asahi Broadcasting
- Owarai Wide Show Marco Porori! (お笑いワイドショー マルコポロリ!) -- Kansai TV
- Nambo DE Nambo (ナンボDEなんぼ) -- Kansai TV
- Mizuno Maki no Maho no Restaurant (水野真紀の魔法のレストラン) -- Mainichi Broadcasting
- Bijo Saiban - Renai Saibanin Seido (美女裁判〜恋愛裁判員制度〜) -- Asahi Broadcasting

## Radio
- GAKU-Shock -- TBS Radio, ABC Radio